# BRIT Awards 1993
Die BRIT Awards 1993 wurden am 16. Februar 1993 im Londoner Alexandra Palace verliehen. Die Moderation übernahm Richard O’Brien.

## Liveauftritte
- Andy Bell and k.d. lang – No More Tears (Enough Is Enough)
- Madness – Night Boat to Cairo
- Peter Gabriel – Steam
- Rod Stewart – Ruby Tuesday
- Simply Red – Wonderland
- Suede – Animal Nitrate[3]
- Tasmin Archer – Sleeping Satellite

## Gewinner und Nominierte
| British Album of the Year | British Producer of the Year |
| --- | --- |
| - Annie Lennox – Diva - Elton John – The One - Genesis – We Can’t Dance - The Orb – U.F.Orb - Right Said Fred – Up - Shakespears Sister – Hormonally Yours         | - Peter Gabriel - Paul Oakenfold and Steve Osborne - Pete Waterman - Stephen Lipson - Trevor Horn |
| British Single of the Year | British Video of the Year |
| - Take That – Could It Be Magic - Shakespears Sister – Stay - Take That – It Only Takes a Minute - Take That – A Million Love Songs - Wet Wet Wet – Goodnight Girl | - Shakespears Sister – Stay - Annie Lennox – Walking on Broken Glass - Erasure – Take a Chance on Me - Genesis – Jesus He Knows Me - Simply Red – For Your Babies (eliminiert) - The Cure – Friday I’m in Love - George Michael – Too Funky - Lisa Stansfield – All Woman - Peter Gabriel – Digging in the Dirt - Tasmin Archer – Sleeping Satellite |
| British Male Solo Artist | British Female Solo Artist |
| - Mick Hucknall - Elton John - Eric Clapton - George Michael - Joe Cocker - Phil Collins                                                                           | - Annie Lennox - Kate Bush - Lisa Stansfield - Siobhan Fahey - Tasmin Archer |
| British Group | British Breakthrough Act |
| - Simply Red - The Cure - Erasure - Right Said Fred - Shakespears Sister                                                                                           | - Tasmin Archer - Dina Carroll - KWS - Take That - Undercover |
| Special Achievement Award | International Solo Artist |
| - Outstanding Contribution to Music: Rod Stewart - Most Successful Live Act: U2                                                                                    | - Prince - Curtis Stigers - Enya - k.d. lang - Madonna - Tori Amos |
| International Group | International Breakthrough Act |
| - R.E.M. - Crowded House - En Vogue - Nirvana - U2 | - Nirvana - Arrested Development - Boyz II Men - Curtis Stigers - Tori Amos |
| Classical Recording | Soundtrack/Cast Recording |
| - Nigel Kennedy - Cecilia Bartoli - Henryk Górecki - John Tavener - Nikolaus Harnoncourt                                                                           | - Wayne’s World - Bugsy - Frankie and Johnny - Hook - Mo’ Money |